# N8-acetilspermidina
La N8-acetilspermidina è una poliammina. È il substrato dell'enzima acetilspermidina deacetilasi come evidenziato da Marchant e collaboratori.